# Koźlakiewicze
Koźlakiewicze (biał. Казлякевічы; ros. Козлякевичи) – wieś na Białorusi, w obwodzie brzeskim, w rejonie baranowickim, w sielsowiecie Nowa Mysz.
W dwudziestoleciu międzywojennym wieś leżała w Polsce, w województwie nowogródzkim, w powiecie baranowickim.
Znajduje tu się przystanek kolejowy Koźlakiewicze, leżący na linii Baranowicze – Domaszewicze.